# Мёзер, Ганс
Ганс Карл Мёзер (нем. Hans Karl Möser; 7 апреля 1906, Дармштадт, Германская империя — 26 ноября 1948, Ландсбергская тюрьма) — оберштурмфюрер СС, шуцхафтлагерфюрер концлагеря Дора-Миттельбау.

## Биография
Ганс Мёзер родился 7 апреля 1906 года в Дармштадте. По профессии был продавцом. 1 октября 1929 года вступил в НСДАП (билет № 155301), а в июле 1931 года был зачислен в ряды СС (№ 9555). С июля 1940 года служил в концлагере Хинцерт, потом — в Нойенгамме. С мая по октябрь 1943 года был командиром роты «Буна» в лагере Моновиц и впоследствии до конца апреля 1944 года был командиром роты в основном лагере Освенцима. С 1 мая 1944 года был сначала вторым, а с июля 1944 года первым шуцхафтлагерфюрером в концлагере Дора-Миттельбау. В феврале 1945 года вместе с Францем Хёсслером, Рихардом Бером и персоналом комендатуры эвакуировался из Освенцима в концлагерь Дора, где вновь получил назначение на должность заместителя шуцхафтлагерфюрера. 5 апреля 1945 года руководил железнодорожной транспортировкой 3000 заключённых в концлагерь Нойенгамме, однако из-за военного положения транспорт был отправлен в концлагерь Равенсбрюк. Последний этап эвакуации заключённые проходили через марш смерти.
По окончании войны был арестован и предстал перед американским военным трибуналом в качестве обвиняемого на процессе по делу о преступлениях в концлагере Дора, проходившем с 7 августа по 30 декабря 1947 года. Мёзер был приговорён к смертной казни через повешение. Он жестоко избивал заключённых и присутствовал при повешениях в концлагере Дора. Кроме того, он застрелил двух заключённых при попытке к бегству. Ответственность за смерти во время перевозки заключённых тоже лежала на нём. Приговор был приведён в исполнение 26 ноября 1948 года в Ландсбергской тюрьме.